# Sincara
Sincara là một chi bướm đêm thuộc họ Sesiidae.

## Các loài
- Sincara eumeniformis  Walker, 1856